# Nordmalings och Bjurholms tingslag
Nordmalings och Bjurholms tingslag var ett tingslag i Västerbottens län som låg i nordligaste delen av landskapet Ångermanland och från 1920 också sydligaste Västerbotten. Området motsvarar dagens Nordmalings kommun, Bjurholms kommun och södra delen av Umeå kommun i Västerbottens län. 1934 hade tingslaget 18 673 invånare på en yta av 2 958 kvadratkilometer, varav land 2 852.
Tingsstället låg fram till slutet av 1890-talet invid kyrkan i Nordmaling då det flyttades till ett nybyggt tingshus i Nyåker.

## Administrativ historik
Nordmalings tingslag bildades år 1788 genom utbrytning ur Arnäs tingslag i Västernorrlands län, och omfattade då endast Nordmalings socken. 1808 bildades Bjurholms socken genom utbrytning ur Nordmalings socken, och tingslagets namn ändrades därför till Nordmalings och Bjurholms tingslag, även om det gamla namnet fortsatte att användas då och då. 1810 överfördes hela tingslaget till Västerbottens län. 1914 bildades Hörnefors socken av delar från dels Nordmalings socken, dels Umeå socken i Umeå tingslag. Tingslagsgränsen ändrades inte till en början, utan Hörnefors kom att vara delat på de bägge tingslagen. Från och med 1921 hörde dock hela Hörnefors till Nordmalings och Bjurholms tingslag. År 1948 upphörde Nordmalings och Bjurholms tingslag, då hela Västerbottens södra domsaga slogs ihop till ett enda tingslag, Västerbottens södra domsagas tingslag.
Tingslaget hörde till 1811 till Ångermanlands domsaga, från 1811 till 1820 till Norra Ångermanlands domsaga, från 1820 till Västerbottens södra domsaga.

## Socknar
Nordmalings och Bjurholms tingslag omfattade som mest tre socknar: 
- Bjurholms socken - idag Bjurholms kommun
- Nordmalings socken - idag Nordmalings kommun
- Hörnefors socken - bildades 1913/1914 idag sydligaste delen av Umeå kommun